# In Your Room (The Bangles)
In Your Room è il primo singolo del gruppo statunitense The Bangles tratto dall'album Everything, pubblicato nel 1988 dalla Columbia.

## Il brano
Il brano è stato scritto dalla cantante del gruppo Susanna Hoffs e dai due noti autori musicali Billy Steinberg e Tom Kelly. Secondo Steinberg le Bangles sono state sempre una sorta di band retrò anni 60 e il brano si ispira a questo tipo di sound.
Il brano si è classificato al 5º posto nella classifica Billboard Hot 100 negli Stati Uniti e al 35º posto nella Official Singles Chart nel Regno Unito.

## Video
Nel video musicale del brano, diretto da Tamra Davis, un piano sequenza attraversa i corridoi e le stanze di una casa arricchita da animazioni in post produzione. Il tono è psichedelico e con espliciti riferimenti alla cultura beat, come Michael Steele che suona il sitar ma rappresenta - soprattutto - lo spostamento definitivo dell'attenzione dal collettivo alla figura singola di Susanna Hoffs, posta al centro della scena con maggiore frequenza delle altre componenti.

## Tracce
Vinile 7" USA
1. In Your Room – 3:27 (S.Hoffs, T. Kelly, B. Steimberg)
2. Bell Jar – 3:20 (D. Peterson, V. Peterson)

CD singolo EU
1. In Your Room – 3:27 (S.Hoffs, T. Kelly, B. Steimberg)
2. Bell Jar – 3:20 (D. Peterson, V. Peterson)
3. Hazy Shade Of Winter (Remix) – 2:26 (P. Simon)

## Formazione
Hanno partecipato alle registrazioni secondo le note dell'album:
The Bangles
- Susanna Hoffs – voce, chitarra, cori
- Vicki Peterson – voce, chitarra, cori
- Michael Steele – voce, basso, chitarra, cori
- Debbi Peterson – voce, batteria, percussioni, cori

Tecnici
- Davitt Sigerson – produttore
- Ken Felton – ingegnere del suono
- John Beverly Jones – ingegnere del suono
- Joe Schiff – assistente ingegnere del suono
- Frank Filipetti – missaggio
- Doug Sax – mastering

## Classifiche

### Classifiche settimanali
| Classifica (1988/89)      | Posizione massima |
| ------------------------- | ----------------- |
| Australia                 | 41                |
| Canada                    | 8                 |
| Irlanda                   | 25                |
| Italia                    | 40                |
| Nuova Zelanda             | 11                |
| Regno Unito               | 35                |
| Stati Uniti               | 5                 |
| Stati Uniti (alternative) | 5                 |

### Classifiche di fine anno
| Classifica (1989) | Posizione |
| ----------------- | --------- |
| Stati Uniti       | 66        |